# Czarna (Mińsk járás)
Czarna község Mińsk járásban, a Mazóviai vajdaságban, Lengyelország keleti részén található.
A Mazóviai vajdaságban elhelyezkedő Czarna község Gmina Stanisławów gminában (község) található. A község Stanisławówtól 5 km-nyire délkeletre fekszik, míg járási székhelytől, Mińsk Mazówieczkitől 8 km-nyire északra és Varsótól 40 km-nyire keletre található.

## Fordítás
Ez a szócikk részben vagy egészben  a   Czarna, Mińsk County című angol Wikipédia-szócikk ezen változatának fordításán alapul.  Az eredeti cikk szerkesztőit annak laptörténete sorolja fel. Ez a jelzés csupán a megfogalmazás eredetét és a szerzői jogokat jelzi, nem szolgál a cikkben szereplő információk forrásmegjelöléseként.